# Lüneburger Heide

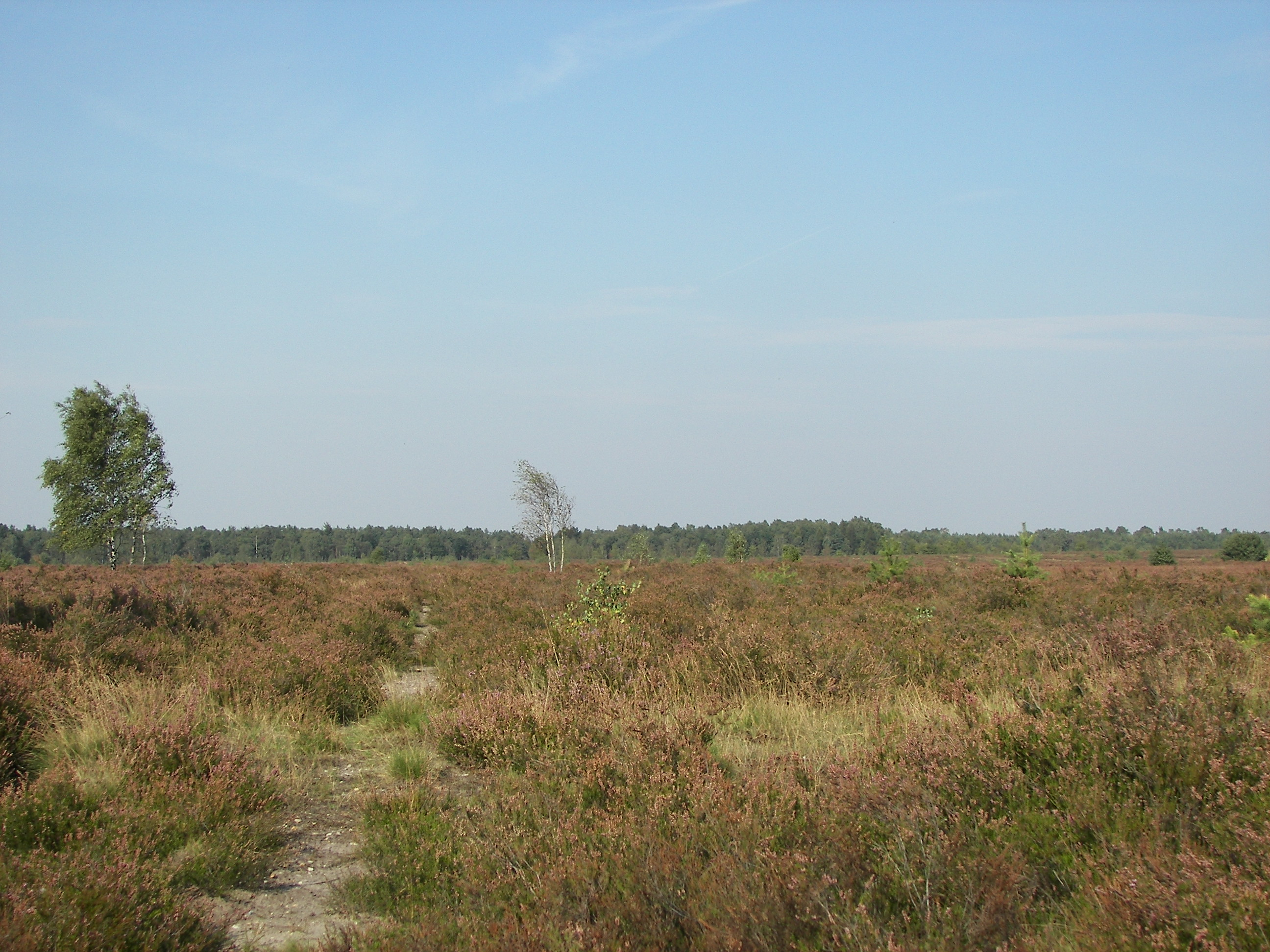
Una vista típica del Lüneburg Heide prop de Schneverdingen

Lüneburger Heide (o landa de Lüneburg) és una gran zona de landa amb bruguerars, geest i arbreda, situada a la part nord-est de la Baixa Saxònia, al nord d'Alemanya. Forma part del rerepaís de les ciutats d'Hamburg, Hannover, i Bremen i rep el nom de la ciutat de Lüneburg. La majoria de la seva superfície és una reserva natural. En aquesta zona, encara es parla el baix alemany.
Una landa d'aquest tipus, fins aproximadament l'any 1900, cobria parts importants del que avui és Alemanya. Les landes es van formar des del Neolític a causa de la sobrepastura a partir d'uns boscos anteriors que creixien sobre terres sorrenques del geest, i pel costum de gratar la capa superficial, el pa d'herba, un xic més fèrtil que el terra arenós, per tal de fertilitzar dia sí dia també els horts i els camps a l'entorn de les masies. Aquesta pràctica agrària de rendiment força escàs es va abandonar des del segle xix, i molts masovers van vendre les terres. Els nous pagesos les van reforestar principalment amb monocultiu de pins rojos. A més d'aquest, avui queden uns pocs boscs de roures de fulla gran, restes d'antigues deveses de roure. Aquests paisatges típics són tots fruit de l'activitat humana. Avui en dia, només es poden mantenir unes zones de bruguerar en desforestar i en organitzar un pasturatge extensiu per a ovelles de la raça Heidschnucke i sempre queda un conflicte covat entre els protectors de la natura i els silvicultors. També en certes zones es treu mecànicament els pans d'herba, per a estimular el creixement de la bruguera. Els boscs de monocultiu van ser una de les causes majors d'un incendi forestal el 1975 que destruí 8.000 hectàrees i, des d'aleshores, a poc a poc, s'està canviant la concepció de silvicultura.
Per aquest paisatge únic, el Lüneburger Heide ha esdevingut una destinació turística popular, sobretot per als excursionistes i ciclistes.

## Geografia
La landa de Lüneburg fa part de la Plana del Nord d'Europa, a cavall de la divisòria d'aigües de l'Elba i de l'Aller, un afluent major del Weser. És delimitada per la vall del riu Elba al nord, la cresta del Drawehn (alçada màxima de 142 m) a l'est, la vall de l'Aller al sud i sud-oest, el curs mitjà del Wümme a l'oest i els pujols Harburger Bergen al nord-oest. Al sud de Schneverdingen hi ha torberes, com el Pietzmoor, que és en curs de renaturalització, i es va suprimir el drenatge i parar l'explotació de la torba per recrear una zona pantanosa. Hi ha altres petites torberes com Grundloses Moor prop de Walsrode, o Bullenkuhle prop de Bokel (part de Sprakensehl). El punt més alt de la landa de Lüneburg és el Wilseder Berg (169 m).

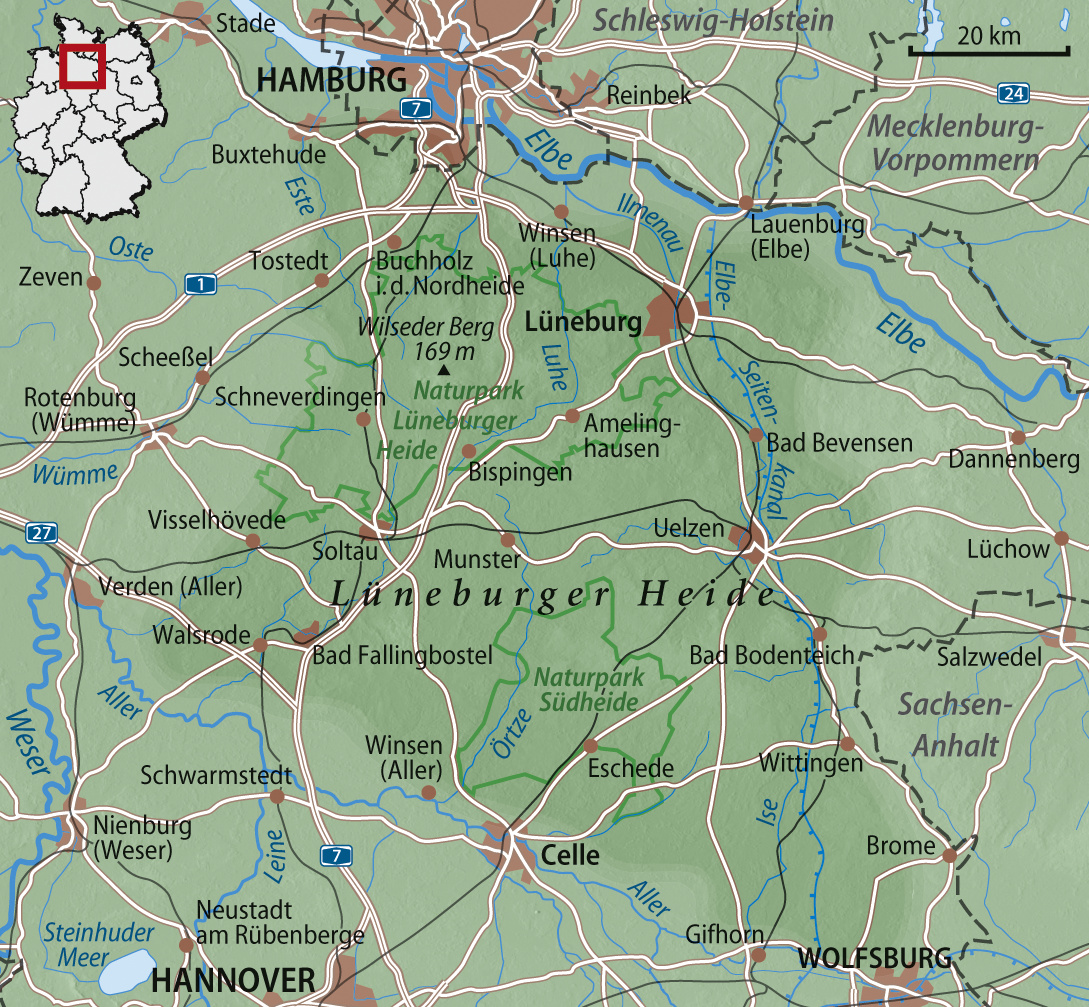
Mapa de la landa de Lüneburg
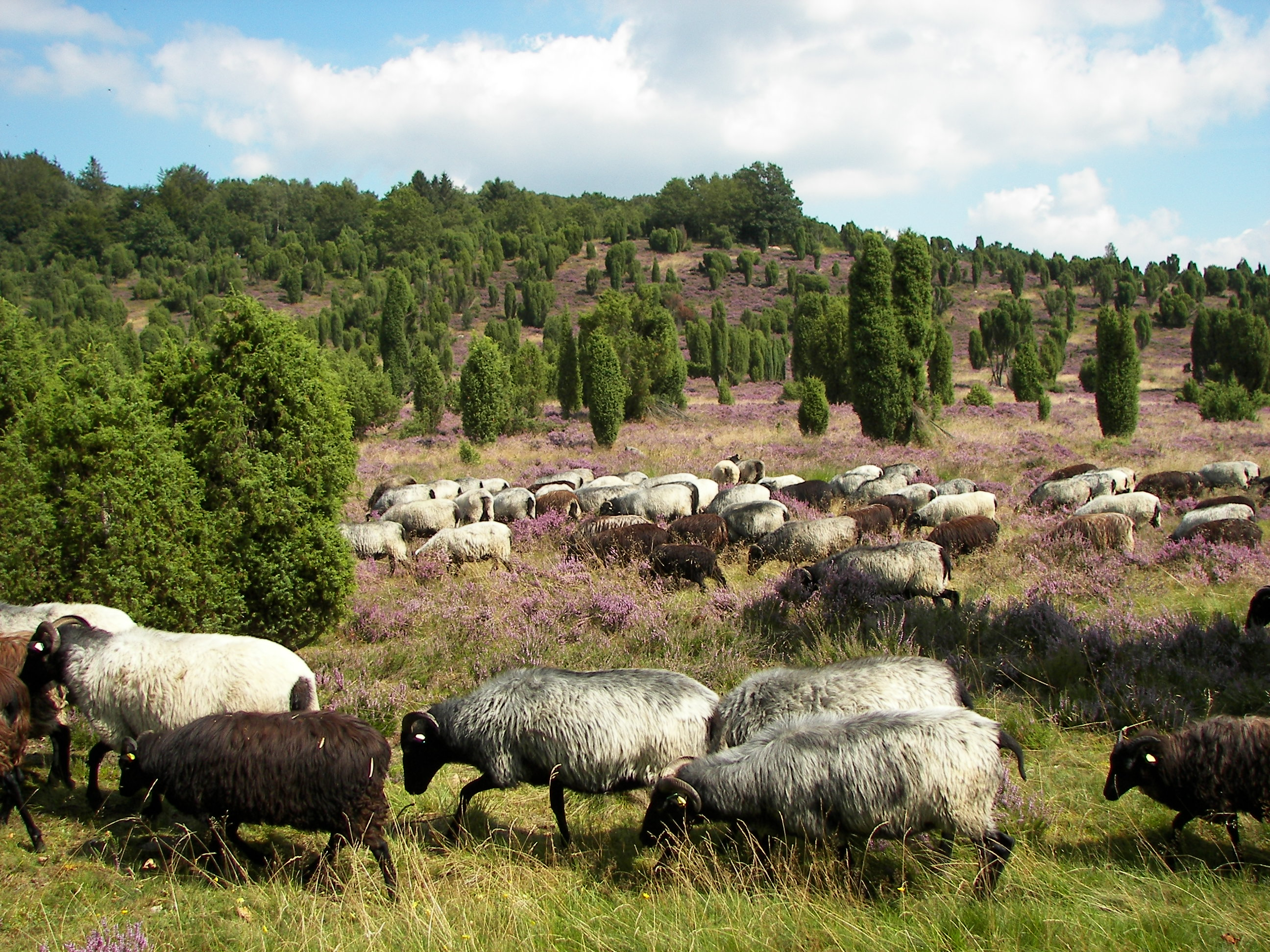
Folc d'ovelles de la raça Heidschnucke
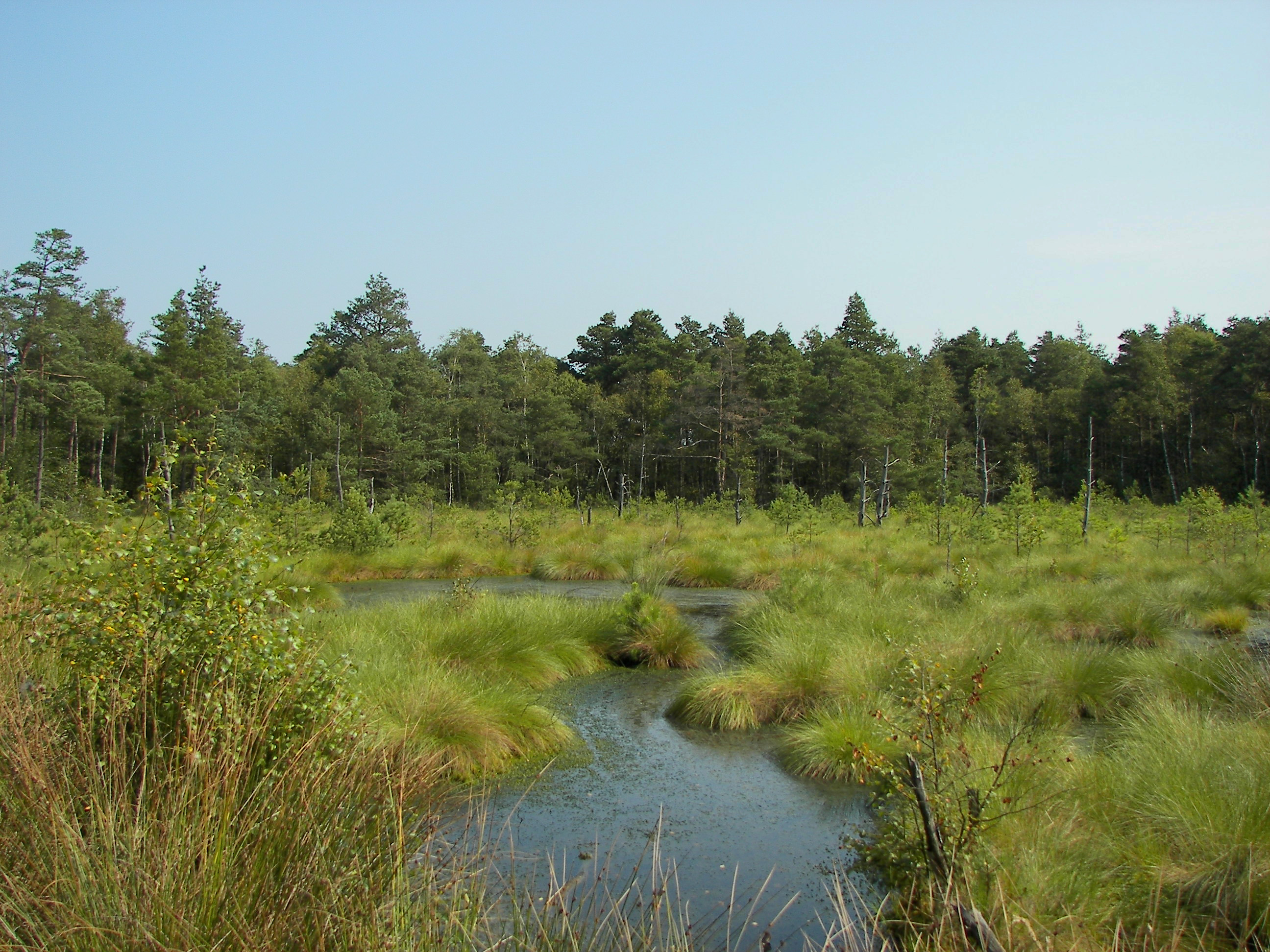
Pietzmoor, prop de Schneverdingen
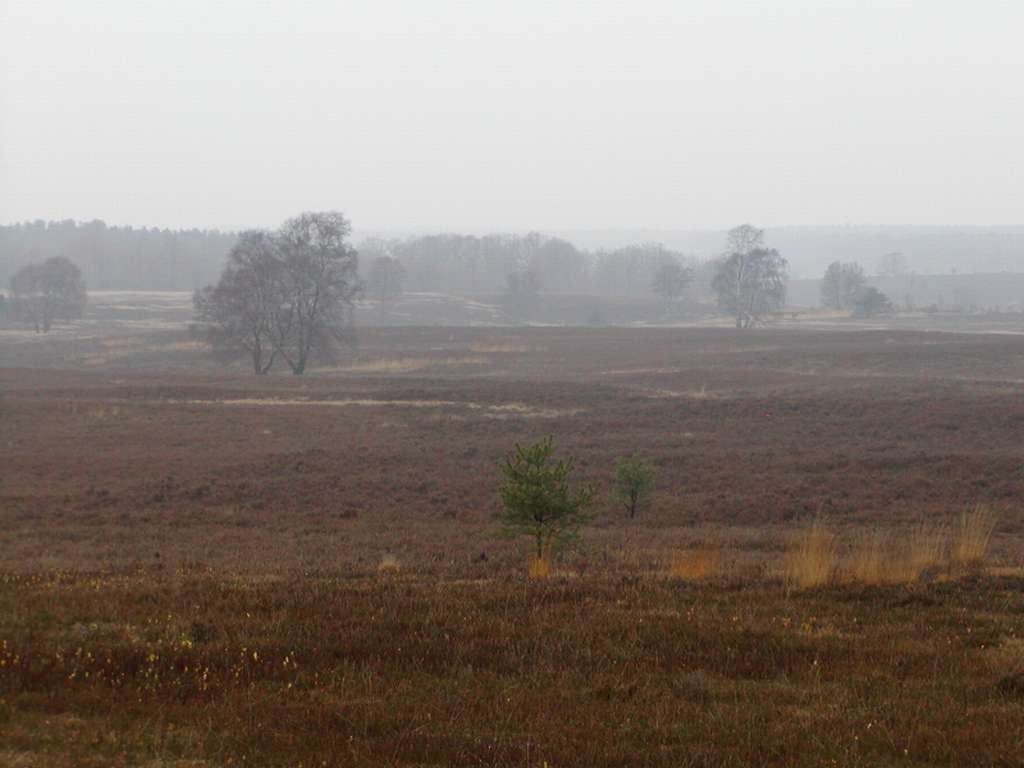
Paisatge de primavera
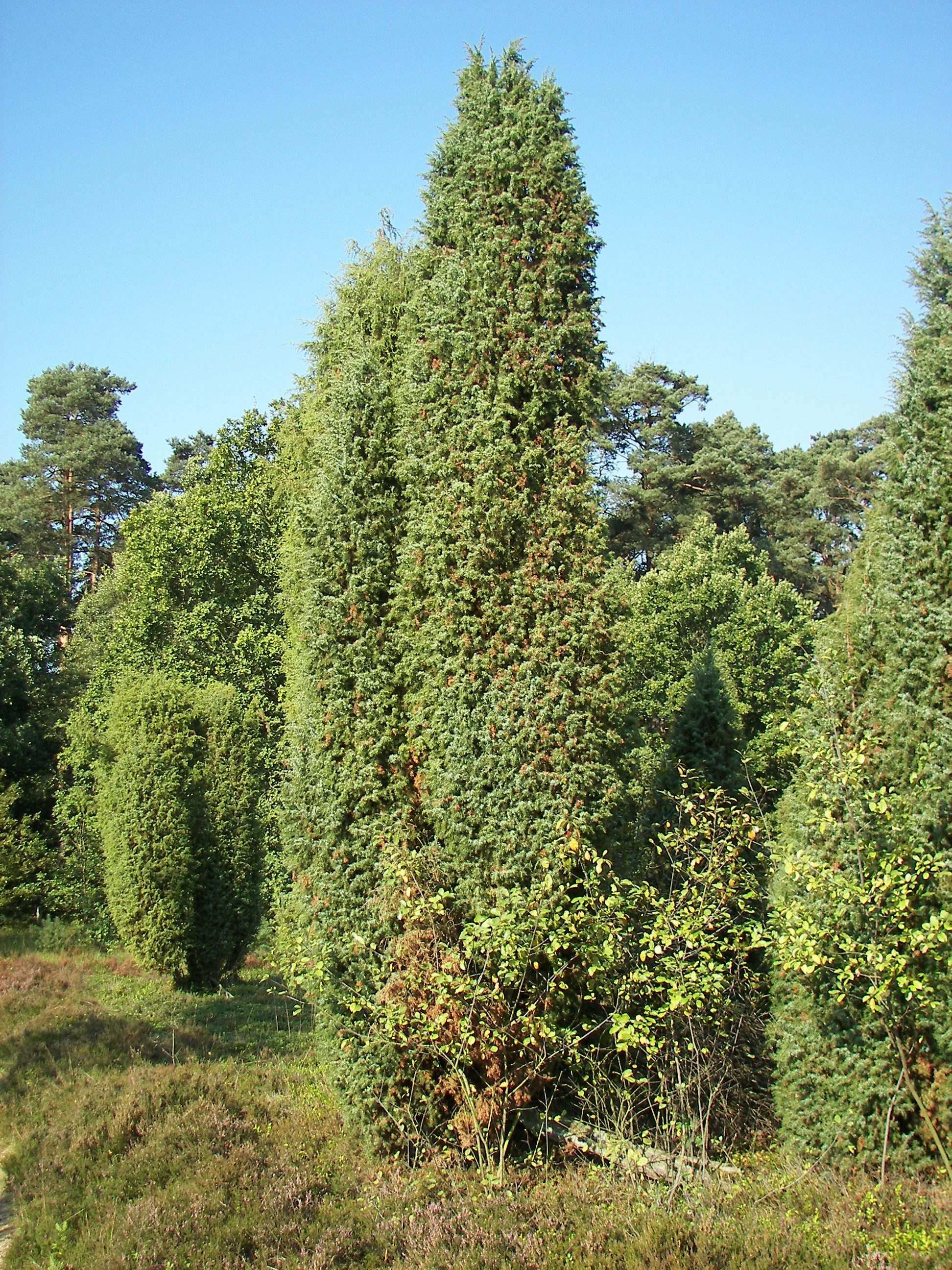
Ginebre comú
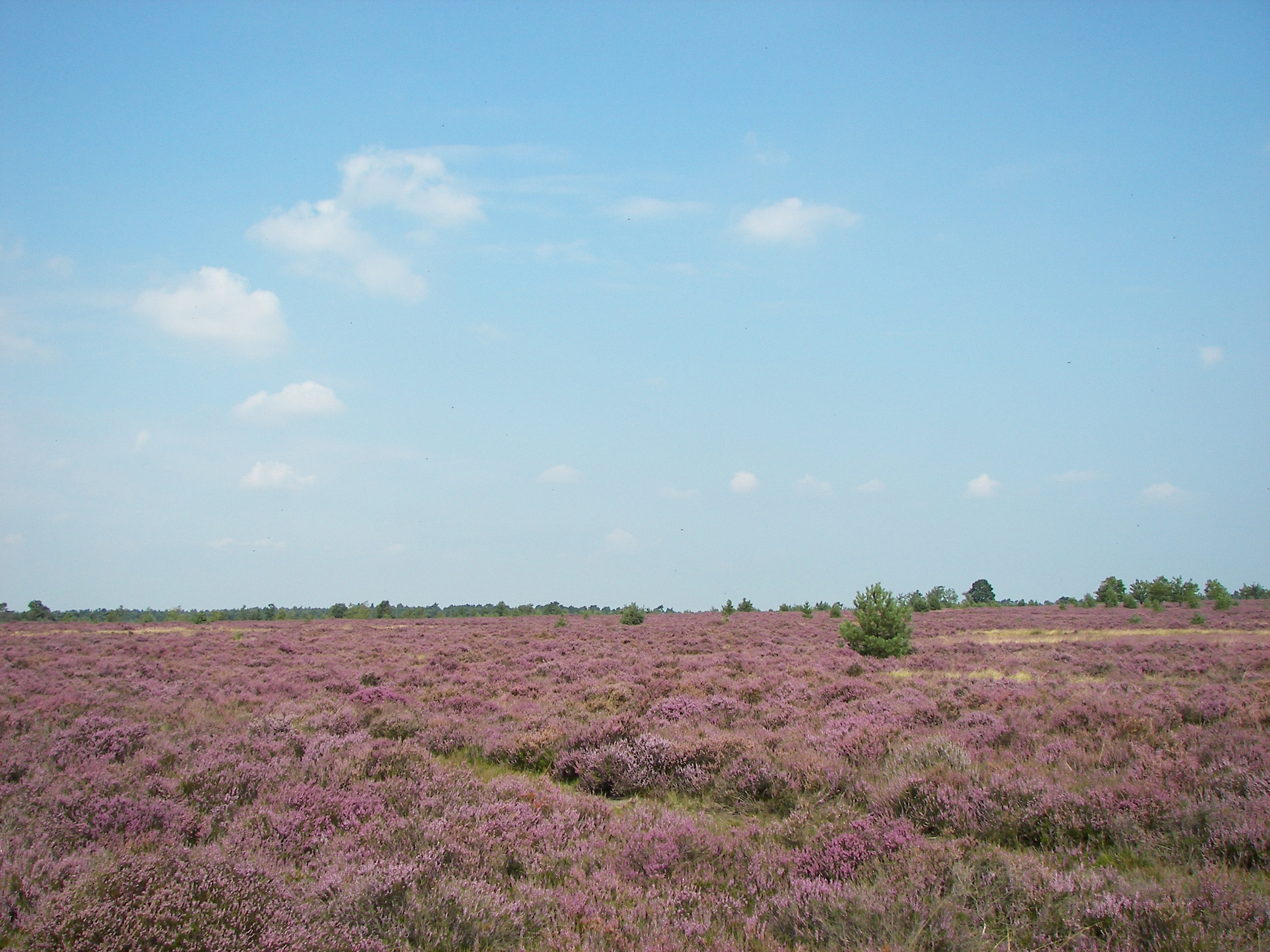
Landa sorrenca
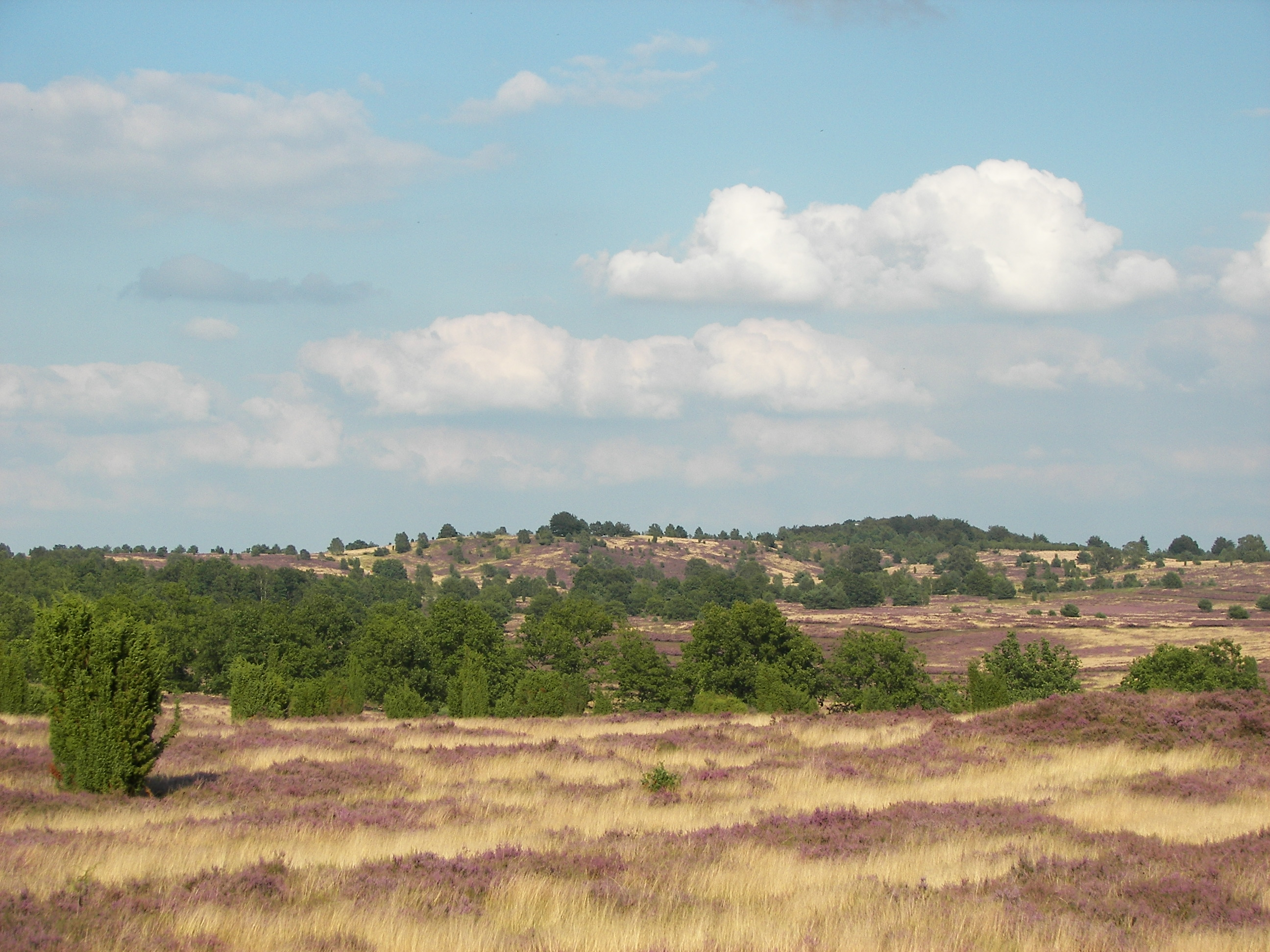
Vista des del Wilseder Berg

### Geologia
Les capes superficials del sòl de la Lüneburger Heide es van formar gairebé exclusivament durant la glaciació del Quaternari. El paisatge consta de planes de morrenoses. Durant l'estadi Saalià (230.000–130.000 anys enrere) la zona de l'actual Lüneburger Heide era coberta per una capa de gel continental. Actualment, el sediment desplaçat per l'erosió (Geschiebedecksand) hi té una fondària de 0,4 a 0,8 metres (als pendents fins a 1,5 metres).
La vegetació de la landa és composta de bruguerars, ginebres dispersos, algunes petites zones pantanoses i un 58% de bosc.

### Subdivisions
El Lüneburger Heide es divideix en les subdivisions següents:
- Hohe Heide (landa alta)
- Südheide (landa meridional)
- Ostheide (landa oriental)
- Conca d'Uelzen i de Bevensen
- Luheheide (landa del Luhe)

## Municipis importants
A la landa, per la seva poca fertilitat, no es van crear grans centres urbans. Els nuclis urbans majors (Celle, Lüneburg, Gifhorn i Uelzen, es troben a la vora de la landa, prop de les zones al·luvials molt més fèrtils del maresme.
- Amelinghausen
- Bad Fallingbostel
- Bispingen
- Buchholz in der Nordheide
- Celle
- Gifhorn
- Lüneburg
- Munster
- Schneverdingen
- Soltau
- Uelzen
- Walsrode